# Print&Share
Print&Share es un programa shareware desarrollado por Winking y distribuido por Ricoh Europe y Ricoh Latin Americas. Es una combinación de una impresora virtual y un software de aplicación para Microsoft Windows. Soporta la creación de archivos PDF, PDF / A, JPEG, TIFF, PNG, XML, TXT, EMF y BMP. El software también puede enviar por correo electrónico, fax, subir a través de FTP o conectarse a Microsoft SharePoint, DocuWare, BvL Archivio y Documind. También es posible mejorar los documentos existentes añadiendo contenido adicional (por ejemplo, códigos de barras).